# Mroczno
Mroczno – wieś w Polsce, położona w województwie warmińsko-mazurskim, w powiecie nowomiejskim, w gminie Grodziczno.  
W latach 1954–1972 wieś należała i była siedzibą władz gromady Mroczno. W latach 1975–1998 wieś położona była w województwie toruńskim.
Siedziba parafii i największa miejscowość w gminie. Do 1954 roku istniała gmina Mroczno. 
We wsi znajdują się szkoła podstawowa, ośrodek zdrowia, Ochotnicza Straż Pożarna założona w 1905 r. i kościół pod wezwaniem Najświętszego Serca Pana Jezusa.

## Integralne części wsi
| SIMC    | Nazwa       | Rodzaj    |
| ------- | ----------- | --------- |
| 1044821 | Dubiele     | część wsi |
| 1045192 | Kociołki    | część wsi |
| 1044258 | Na Górach   | część wsi |
| 1044264 | Na Mecu     | część wsi |
| 1044360 | Plebanka    | część wsi |
| 1044590 | Wąs         | część wsi |
| 1044650 | Za Jeziorem | część wsi |

## Obiekty fizjograficzne
- Dubiele – rozległe bagna, związane z nimi są miejscowe podania, występuje tam bogata roślinność, spotkać można remiza
- Karaśnik – staw,
- Mec – łąki, bagna, wzniesienia, polodowcowe. Dawniej znajdował się tam majątek szlachecki dzierżawiony od biskupów chełmińskich
- Mroczenica – rzeczka,
- Mrocznowskie Jezioro – jezioro,
- Na Wąsie – łąki, lasy i pozostałość po dawnym jeziorze. Około połowy XX w. na polecenie gminy zostało spuszczone, gdyż wiosną woda z jeziora zalewała pola znajdujące się w sąsiedztwie jeziora.
- Parcele – pola.

## Historia
Wieś jest zlokalizowana na obszarze który do XIII w. był zasiedlony przez pruskie plemię Sasinów. Brak danych o dokładnym czasie lokacji wsi. W 1260 r. ustanowiono parafię.   Na przełomie XVI i XVII wieku należała do dóbr stołowych biskupów chełmińskich. Wsią Morocze zarządzali kanonicy chełmińscy aż do 1773 roku. W 1414 wieś miała 88 włók. Została spalona w czasie wojny polko-krzyżackiej, zwanej "wojną głodową". Straty wsi obliczone zostały na 400 grzywien, straty kościoła – 100 grzywien. W 1589 r. tutejszy proboszcz, Jan z Praśnic, wybudował nowy kościół – zniszczony później w czasie wojen szwedzkich. Kolejny kościół, drewniany, wybudowano w 1732. Resztki fundamentów starego kościoła zachowały się do 1880 r.
Z kronik kościelnych wiadomo, że na początku osiemnastego wieku znajdował tu się folwark z dworem, karczma oraz kilka posesji zamożnych chłopów. W 1731 roku mieszkało 6 gburów (zamożni chłopi), 6 tzw. ogrodników (właściciele niewielkich kawałków roli), karczmarz, czeladź gburska i folwarczna. 
22 października 1855 r. założono w Mrocznie bractwo trzeźwości. Pod koniec XIX w. nieformalnie wieś dzieliła się na trzy części: "Otchłań" (od wschodniego krańca wsi aż do szkoły), "Niebo" (od szkoły do kościoła) i "Piekło" (pozostały fragment wsi, w jednym budynku mieszkały 32 rodziny, stąd być może ta nazwa).
Od początku listopada 1906 r. przez około cztery miesiące w miejscowej szkole elementarnej trwał strajk dzieci przeciwko nauczaniu religii w języku niemieckim. Z uczestników strajku znane są nazwiska następujących dzieci: J. Makowska, M. Sadowski. Strajk był elementem znacznie większej akcji biernego oporu wobec pruskich władz szkolnych, która na przełomie 1906 i 1907 r. objęła ponad 460 (!) szkół w prowincji Prusy Zachodnie, czyli przedrozbiorowe Pomorze Gdańskie, Powiśle, ziemię chełmińską i ziemię lubawską oraz część Krajny. Inspiracją dla strajków pomorskich były wcześniejsze działania dzieci w prowincji wielkopolskiej, ze słynnym strajkiem we Wrześni (1901) na czele.
W 1920 r. wieś zajęły wojska bolszewickie. Nie zanotowano żadnych walk, jednak mieszkańcy byli zmuszeni do ucieczki do innych wsi.
W 1939 roku, trzeciego września. do wsi wkroczyły wojska hitlerowskie. Zabrali wszystkich mężczyzn, chcąc ich rozstrzelać. Jednak ostatecznie po zmianie planów wywieziono tylko Jana Zagórskiego, Henryka Sałackiego, Ignacego Sałackiego.
W roku 1998 we wsi było 1169 mieszkańców i 255 gospodarstw.
Po reformie administracyjnej w 1972 r., w której zniesiono gromady wiejskie, wieś weszła w skład gminy Grodziczno w województwie Olsztyńskim. Od 1975 r. miejscowość wchodziła w skład województwa Toruńskiego.
W 2010 został założony klub sportowy KS Mroczno

## Kościół i parafia
Parafia Najświętszego Serca Pana Jezusa została założona przez biskupów chełmińskich w 1260 r. Pierwsze wzmianki o kościele pochodzą już z 1335 roku. Ten jednak spłonął podczas wojny z Krzyżakami. W tym okresie do parafii Mroczno należał kościół filialny we Wlewsku. Drugi kościół został zbudowany dzięki staraniom proboszcza Jana de Praśnica w 1589 roku. W połowie XVI w. do parafii należały: Kowaliki, Mroczenko, Straszewy, Sugajenko i Trzcin. W kronikach jako patron parafii wymieniany jest św. Mateusz Apostoł i święta Małgorzata. Trzeci kościół wzniesiono w 1732 r.
W 1867 do parafii należały Mroczno, młyn Wąs, Sugajenko, Tama, Trzcin, Aleksandrowo, Straszewo, Fijewo, Kowaliki, oraz przyłączony jako filia okręg kiełpiński, Kłodziana, Wąsioły, Rynek, Zabiny.
Obecny kościół wybudowano w 1936 na miejscu rozebranego poprzedniego kościoła. Nowy kościół w Mrocznie nosi wezwanie Najświętszego Serca Pana Jezusa